# Astragalus densiflorus
Astragalus densiflorus es una especie de planta del género Astragalus, de la familia de las leguminosas, orden Fabales.

## Distribución
Astragalus densiflorus se distribuye por China (Gansu, Qinghai, Sichuan y Xinjiang), Tíbet, Kazajistán, Kirguistán, Jammu, Cachemira (Ladakh, Nubra, Zanskar y Rupshu) e India (Lahul).

## Taxonomía
Fue descrita científicamente por Kar. & Kir. Fue publicada en Bull. Soc. Imp. Naturalistes Moscou 15: 329 (1842).